# Pieter Dubordieu
Pieter Dubordieu (* um 1609 in L’Île-Bouchard, heutiges Département Indre-et-Loire; † nach dem 4. Juni 1678 vermutlich in Amsterdam) war ein niederländischer Bildnismaler französischer Abstammung.
Pieter Dubordieu war ein wenig bekannter Künstler. Er wurde 1628 an der Leidener Universität immatrikuliert und war als Maler überwiegend in Leiden tätig. Zwar erwarb er 1636 das Amsterdamer Bürgerrecht, er ist jedoch ab 1638 wieder in Leiden nachweisbar. Dort war er während der Jahre 1648 bis 1651 und 1665 bis 1676 Mitglied der Lukasgilde.

## Ausgewählte Werke

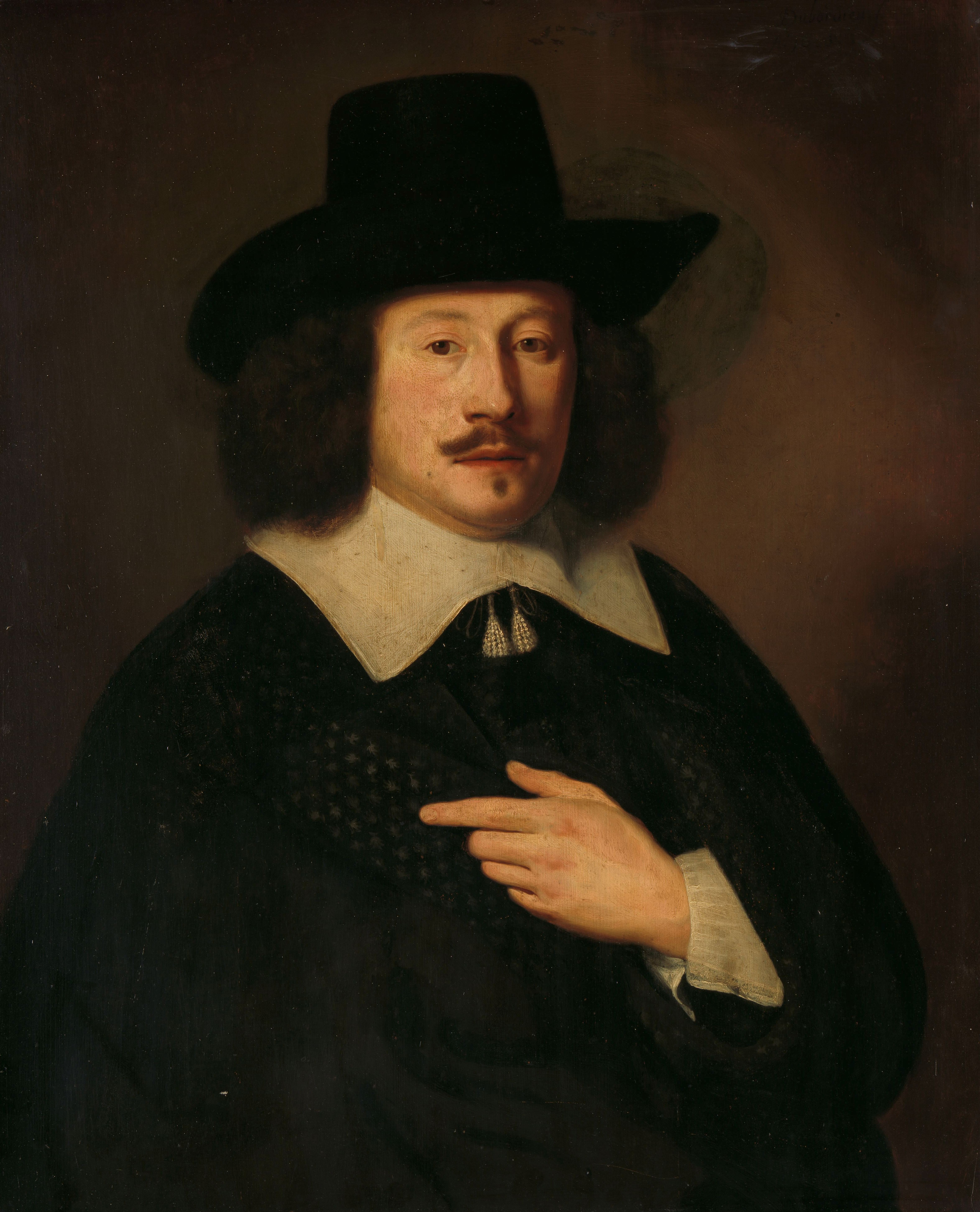
Porträt eines Mannes, Rijksmuseum Amsterdam

- Amsterdam, Museum Willet-Holthuysen
  - Bildnis der Jeanne Planques. um 1650 (zugeschrieben)
  - Bildnis des Pieter de la Court. um 1650 (zugeschrieben)

- Amsterdam, Rijksmuseum
  - Bildnis einer jungen Frau. 1637
  - Bildnis eines Mannes. 1638
  - Bildnis einer Frau. 1638

- Berlin, Privatsammlung
  - Bildnis einer jungen Frau. um 1635

- Den Haag, Historisches Museum
  - Bildnis des Willem van Kerckhoven. 1631 (zugeschrieben)
  - Bildnis der Rijnburgh Sebastiaansdr de Jonge. 1631 (zugeschrieben)

- Leiden, Stedelijk Museum „De Lakenhal“
  - Bildnis des Leidener Bürgermeisters Jan Jansz. Orlers. 1640